# 1997 a tudományban
1997 a tudományban és a technikában.

## Biológia
- február 22. – A skóciai Roslin kutatóintézet tudósai bejelentik, hogy sikeresen klónoztak egy Dolly nevű bárányt, mely 1996 júliusában jött a világra.
- július 10. – Londonban kutatók nyilvánosságra hozzák egy Neandervölgyi csontvázon végzett DNS vizsgálatuk eredményeit, mely alátámasztja azt az elméletet, miszerint az ember elődei Afrikából vándoroltak ki. Ezek alapján egy "afrikai Éva" létét feltételezik 100-200 ezer évvel ezelőtt.
- november 19. – Carlisle városában, Iowa államban Bobbi McCaughey 7 gyermeknek ad életet. Ez a második eset, hogy ilyen többszörös szülésnél mind a 7 gyermek életben maradt.

## Csillagászatésűrkutatás
- február 13. – A Hubble űrtávcsővön javításokat végzett el a Discovery űrrepülőgép legénysége.
- június 24. A Mir űrállomásnak ütközik egy orosz Progressz típusú teherűrhajó. Az űrállomás egyik modulja jelentősen megrongálódott, az energiatermelés drasztikusan lecsökkent, de az űrhajósok biztonságban megúszták.
- július 4. – A Mars Pathfinder leszáll a Mars felszínére.
- augusztus 25. – Elindítják az Explorer-71 az Explorer-program keretében.
- október 15. – Floridából útnak indul a Cassini űrszonda.
- október 30. – Az első sikeres tesztjét végzi el az ESA az Ariane–5 hordozórakétának.
- december 24. – Sikertelenül indítják a kínai AsiaSat-3 távközlési műholdat.

Ekkor haladt el a Hale–Bopp-üstökös, ami 18 hónapig szabad szemmel is látható volt.

## Geológia
- május 10. – Egy földrengés Ardekul közelében Irán északkeleti részén elpusztít legkevesebb 2400 embert.

## Orvostudomány
- Az FDA bejegyzi a daclizumabot, mint az első terápiás célokra szolgáló humanizált antitestet.[1]
- James Parkinson, a róla elnevezett betegség tünetegyüttesét leíró angol sebészorvos születésnapja április 11. ettől az évtől a Parkinson-kór világnapja.

## Repülés
- szeptember 7. – Az F–22 Raptor első sikeres tesztrepülése.

## Számítástechnika
- Május 11. – Az IBM Deep Blue számítógépe legyőzi Garry Kaszparovot. Ez az első eset, hogy egy gép hivatalos párosmérkőzésen legyőzi az emberi sakkozás aktuális világbajnokát.

## Technika
- október 15. – A ThrustSSC nevű sugárhajtású jármű 1228 km/h-ra javítja az autók szárazföldi sebességi rekordját.

## Díjak
- Henri Poincaré-díj: Rudolf Haag, Makszim Lvovics Koncsevics, Arthur Wightman
- Nobel-díj
  - Fizikai Nobel-díj: Steven Chu (USA), Claude Cohen-Tannoudji (Franciaország) és William Daniel Phillips (USA) „az atomok lézerfénnyel történő hűtés és csapdázás módszerének kifejlesztéséért”.
  - Kémiai Nobel-díj: Paul D. Boyer, John E. Walker „az adenozin-trifoszfát- (ATP-)szintézis alapjául szolgáló enzimatikus folyamat részleteinek tisztázásáért.”; illetve Jens C. Skou „egy ionszállító enzim, a Na+,K+-ATPáz azonosításáért.”
  - Fiziológiai és orvostudományi Nobel-díj: Stanley B. Prusiner „a prionok, fertőző fehérje részecskék felfedezésért”.
- Turing-díj: Douglas Engelbart
- Wollaston-érem a geológiáért: Douglas James Shearman

## Halálozások
- január 8. – Melvin Calvin Nobel-díjas amerikai vegyész (* 1911)
- január 12. – Charles Brenton Huggins Nobel-díjas kanadai-amerikai orvos, urológus (* 1901).
- január 17. – Clyde Tombaugh csillagász, a Plútó felfedezője (* 1906)
- március 7. – Edward Mills Purcell pszichológus (* 1912)
- április 7. – Georgij Sonyin ukrán, szovjet űrhajós (* 1935)
- április 12. – George Wald amerikai fiziológus, neurobiológus (* 1906)
- május 2. – John Carew Eccles pszichológus (* 1903)
- május 22. – Alfred Hershey megosztott Nobel-díjas amerikai mikrobiológus és genetikus (* 1908)
- május 26. – Manfred von Ardenne német fizikus és feltaláló (* 1907)
- június 25. – Jacques-Yves Cousteau francia tengerkutató (* 1910)
- augusztus 23. – John Kendrew Nobel-díjas angol biokémikus, krisztallográfus (* 1917)
- augusztus 24. – Louis Essen fizikus, részt vett az első atomóra kifejlesztésében (* 1908)
- szeptember 4. – Hans Eysenck német-angol pszichológus (* 1916)
- december 9. – Karl August Folkers biokémikus, biológus, a Q10 koenzim kutatója, a B12 vitamin izolátora (* 1906).